# Ђузепе Арчимболдо
Ђузепе Арчимболдо (итал. Giuseppe Arcimboldo; такође се пише Arcimboldi; Милано 1526. или 1527 – Милано 11. јул 1593) био је италијански сликар. Најпознатији је по стварању маштовитих портрета у потпуности направљених од предмета као што су воће, поврће, цвеће, рибе или књиге. Ова дела чине посебну категорију од осталих његових дела.
Био је конвенционални дворски сликар портрета за три света римска цара у Бечу и Прагу, такође је обрађивао религиозне теме, и између осталог, урадио је низ обојених цртежа егзотичних животиња у царској менажерији. Слике мртве природе очигледно су делимично замишљене као маштовити куриозитети како би забавио публику на двору, али критичари проналазе у њима озбиљнан степен бављења ренесансним неоплатонизмом или другим интелектуалним струјама.

## Биографија
Ђузепе Арчимболдо рођен је 1526. или 1527. године у Милану. Уз оца Бјађа, такође уметника, стекао је прва знања о сликарству. Као и његов отац, Ђузепе Арчимболдо започео је каријеру као дизајнер витража и фрески у локалним катедралама када је имао 21 годину.
Најстарији сачуван запис је о Арчимболдовом раду на скицама за витраже Миланске катедрале је из 1549. године. Радио је и на фрескама у Катедрали Светог Јована Крститеља у Монци. Израдио је и нацрте за таписерије која се могу видети у Катедрали у граду Комо.
Од 1562. године постао је дворски портретиста Фердинанда I на Хабсбуршком двору у Бечу, а касније, Максимилијану II и његовом сину Рудолфу II на двору у Прагу. Такође је био дворски декоратор и костимограф.
Арчимболдово конвенционално дело са традиционалним верским темама пада у заборав, док његови портрети људских глава сачињени од поврћа, биљака, воћа, морских створења и корена дрвећа, остају извор фасцинације како код његових савременика тако и данас.
Са дистанце његови портрети личили су на нормалне људске портрете. Међутим, појединачни предмети у сваком портрету заправо су преклапани  да би направили различите анатомске облике човека. Пажљиво их је конструисала његова машта. Састављени предмети на сваком портрету нису били случајни, сваки је био повезан карактером.
Арчимболдо је покушао да покаже поштовање природе кроз своје портрете. У слици Пролеће је људски портрет је састављен од разног пролећног цвећа и биљака. Од шешира до врата сваки део портрета, па чак и усне и нос, је састављен од цвећа, док је тело састављено од биљака. С друге стране, у Зими је човек био састављен углавном од корена дрвећа. Нешто лишће са зимзелених стабала и грана других стабала постало је коса, док је одећа направљена од рогозине. Колико су популарне ове слике биле, говори и податак да је по налогу цара израдио још две врло сличне верзије Годишњих доба.
На портрету који називају Библиотекар, Арчимболдо је користио предмете у који су у то време означавали културу књиге, попут завесе која је створила појединачне радне собе у библиотеци. Животињски репови, који су постали брада портрета, коришћени су за чићење прашине. Користећи свакодневне предмете, портрети су истовремено постали и слике мртве природе. Његови радови показали су не само природу и људска бића, већ и колико су блиско били повезани. Након што је портрет приказан јавности, неки учењаци, који су у то време имали блиску везу са културом књиге, тврдили су да их портрет исмева. У ствари, Арчимболдо је критиковао лоше понашање богаташа и другима то показао кроз његову уметност. Иако се слика Библиотекар могла чинити смешним, садржавала је и критику богатих људи који су сакупљали књиге само да би их поседовали, а не да би их читали.
Арчимболдо је знао и да се нашали са својом уметношћу. Слике Кувар, Повртар и Корпа воћа могу се гледати и наопако, са једне стране су портрет, са друге корпа са воћем, поврћем или печење.
Критичари расправљају о томе да ли су његове слике хировите или плод поремећеног ума.
 Међутим, већина њих сматра да су с обзиром на ренесансну фасцинацију загонеткама и бизарностима (на пример гротескне главе Леонарда да Винчија), Арчимболдо је само пратио укус свог времена.
Арчимболдо је умро у Милану, где се повукао после напуштања службе у Прагу. Током ове последње фазе каријере створио је портрет Рудолфа II, као и Четири годишња доба. Његови италијански савременици славили су његову славну каријеру са поезијом и рукописима.
Када је шведска војска 1648. године напала Праг, током Тридесетогодишњег рата, многе Арчимболдове слике узете су из колекције Рудолфа II .
Познат је као сликар маниризма из 16. века. Прелазни период од 1520. до 1590. године, маниризам је усвојио неке уметничке елементе из високе ренесансе и утицао на неке елементе барока. Манирзам је имао тенденцију да покаже блиске односе између човека и природе.
Његови радови могу се наћи у Музеју историје уметности у Бечу, Дворцу Амбрас у Инзбруку, Лувру у Паризу, као и у бројним музејима у Шведској. У Италији његово дело је у Кремони, Бреши и галерији Уфици у Фиренци. Арчимболдове слике такође поседују  Вадсворт Атенеум у Хартфорду,  Музеј уметности у Денверу, Менил фондација у Хјустону, Музеј у Гернзију и Краљевска академија лепих уметности Сан Фернандо у Мадриду.

## Галерија
- Максимилијан II са женом Маријом и децом, 1563, дворац Амбрас
- Адвокат, 1566, Национални музеј Шведске
- Библиотекар, 1566, Дворац Скоклостер, Шведска
- Конобар
- Повртар
- Кувар

Четири годишња доба
- Пролеће, 1563, Краљевска академија лепих уметности Сан Фернандо
- Лето, 1563, Музеј историје уметности у Бечу
- Јесен, 1573, Лувр
- Зима, 1563, Музеј историје уметности у Бечу

Елементи
- Ваздух (копија), 1566, приватна колекција
- Ватра, 1566, Музеј историје уметности у Бечу
- Земља, 1566, приватна колекција
- Вода, 1566, Музеј историје уметности у Бечу